# Tjajka (vattendrag i Belarus)
Tjajka (ryska: Чайка) är ett vattendrag i Belarus.   Det ligger i voblasten Minsks voblast, i den centrala delen av landet, 100 km söder om huvudstaden Minsk.
Trakten runt Tjajka består till största delen av jordbruksmark. Runt Tjajka är det ganska glesbefolkat, med 25 invånare per kvadratkilometer.